# Telenord
Telenord è un'emittente televisiva regionale che trasmette in tutta la Liguria. Molti personaggi, oggi famosi, hanno lavorato per Telenord. Tra di essi ricordiamo il comico Carlo Pistarino, Carmen Russo, Giorgia Würth, Massimo Morini, il giornalista Enzo Melillo, Fulvio Collovati, Beppe Dossena, Aldo Biscardi, Vittorio Sgarbi.

## Storia
Nasce nel 1977 con il nome di TN4 a Serra Riccò (zona dell'hinterland a nord-ovest di Genova) per opera dell'imprenditore Alberto Monti. Due anni dopo, sempre a Serra Riccò, Monti fonda anche Euromixer TV e OttoTV..
Durante la gestione Mondadori di Rete 4 è Telenord a trasmettere in Liguria, per 8 ore al giorno, la programmazione dell'emittente. Successivamente entra a far parte della syndication Euro TV, dal 1987 è parte di Odeon TV e, nel biennio 1991/92, di Tv7 Pathè, pur continuando a trasmettere anche programmi propri realizzati localmente.
Nel 1985 i proprietari di Telenord rilevano anche Canale 7 e i diversi programmi autoprodotti dal piccolo network ligure che vengono trasmessi in prima visione su una rete sono a volte programmati in replica nei palinsesti delle altre.
Nel periodo intercorso tra la fine degli anni novanta e l'inizio del nuovo secolo l'emittente entra in una fase di forte rinnovamento, iniziando a trasmettere numerosi programmi autoprodotti, alcuni dei quali condotti da presentatori molto noti: Il Derby del martedì (condotto da Aldo Biscardi e con come opinionisti fissi, tra gli altri, gli ex allenatori cittadini Franco Scoglio e Vujadin Boškov), Sgarbi culturali (con l'omonimo critico d'arte e politico), Il migliore (programma simile per impostazione a La bustarella, condotto anche questo da Ettore Andenna, girato nella nota discoteca Covo di Nord Est di Santa Margherita Ligure). Nella stagione 2000-2001 Telenord diviene anche referente, per la Liguria, di quello che riguarda le riprese delle partite della Serie D per le rubriche sportive di Rai Sat. Il rinnovo dell'emittente venne accompagnato da una grande campagna pubblicitaria, oltre che sull'emittente stessa, anche in forma tradizionale in tutta la città. Nel frattempo vengono cedute dai proprietari le altre due emittenti, Canale 7 e Euromixer TV.

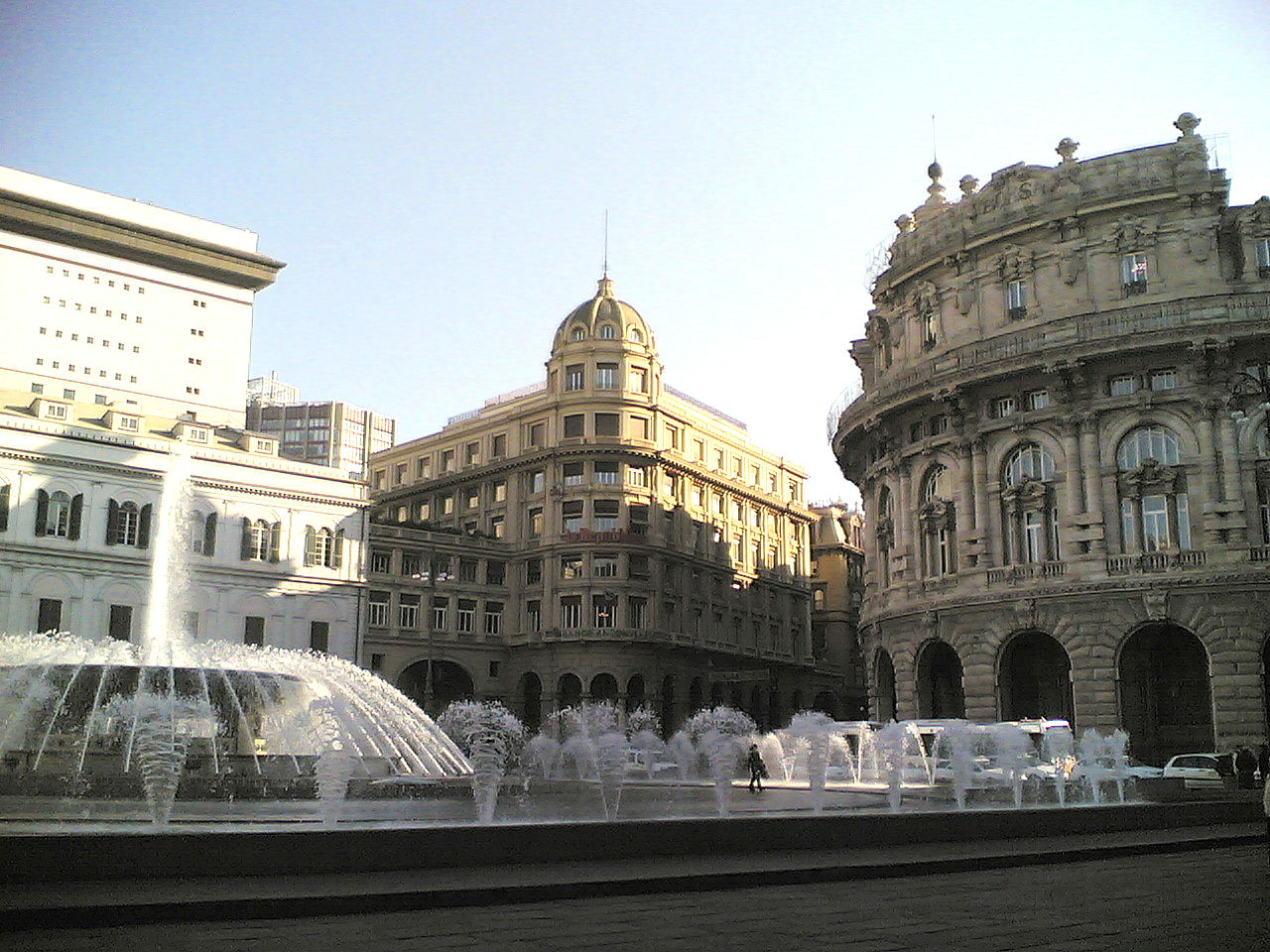
Al centro il palazzo con la sede attuale di Telenord

Dopo essersi trasferita (anno 2003) nel centro cittadino in via Ceccardi, nel 2008 è stata inaugurata la nuova sede di Telenord, posta in Via XX Settembre, all'angolo con la centralissima piazza De Ferrari.
Editore è Massimiliano Monti, mentre il direttore della redazione è Paolo Lingua. Nel 2004 l'allora arcivescovo di Genova, Tarcisio Bertone, Segretario di Stato Vaticano, commentò per Telenord due partite calcistiche in diretta dallo stadio genovese Luigi Ferraris.
Dal giugno 2012 è tra le prime emittenti locali in Italia a trasmettere l'intero palinsesto nel formato "panoramico" 16:9.
Grande importanza nel palinsesto hanno i programmi sportivi dedicati al calcio, con particolare riguardo alle due principali squadre genovesi: Derby del Lunedì, We are Genoa, Forever Samp, Anteprima Derby, Stadio Goal. Modesta attenzione alle altre squadre liguri in serie B. Tutte le trasmissioni del solo Telenord sono visibili anche in streaming sul sito www.telenord.it. Gli altri canali non sono visibili in streaming.
Nell'arco del 2012 l'emittente ha assunto diversi giornalisti provenienti dall'emittente locale concorrente Primocanale (fra questi, Davide Lentini, Enrico Cirone, Maurizio Michieli, Vittorio Sirianni) con l'intento irrealizzatosi di rilanciarsi e di contendere all'emittente avversaria la leadership auditel come tv regionale. In tale ottica Telenord aveva fortemente potenziato il palinsesto prevedendo circa dieci ore di dirette al giorno al partire dal mattino alle 7 con "TGN Mattina" condotto da Simone Gallotti e dalle 9 condotto da Enrico Cirone, seguite da TGN e TGN calcio, rispettivamente alle 12 e alle 12.15. Dalle 17 alle 19 TGN pomeriggio con Davide Lentini.

## Personale
Direttore è Matteo Cantile, tra i giornalisti troviamo: Maurizio Michieli (coordinatore della redazione sportiva), Emilie Mougenot, Anna Li Vigni, Stefano Rissetto, Simone Galdi, Filippo Serio e Carlotta Nicoletti.
Tra gli ex giornalisti si annoverano Matteo Angeli, Edoardo Cozza, Giampiero Timossi, Simone Gallotti, Michele Varì, Roberto Lentini e Paolo Lingua, a lungo direttore.
Telenord si avvale della collaborazione più o meno occasionale dei seguenti opinionisti del calcio genovese: Enrico Dordoni, Paolo Zerbini, Giorgio Garbarini, Roberto Pruzzo, Piero Sessarego, Claudio Onofri, Giuseppe Dossena, Enzo Gambaro, Gianni Di Marzio, Xavier Jacobelli, Roberto Bettega.
Franca Lai, cantante genovese, conduceva due trasmissioni canore, trasmesse sulla "seconda rete" Liguria tv.

## Programmi
Tra le principali trasmissioni attuali e passate troviamo:
- TGN News (ex TGN), il telegiornale dell'emittente in diretta ormai in un'unica edizione delle ore 19.00 (repliche alle 20.30,23.30, 3.30) . In passato (dal 2012) vi era anche un'edizione in diretta delle ore 12 di TGN.
- TGN Mattina, era la sveglia della regione con rassegna stampa, notizie, meteo, traffico, approfondimenti e ospiti insieme a Simone Gallotti (dalle 7.00 alle 9.00) e Enrico Cirone (dalle 9 alle 12) sostituito da Rassegna stampa (dal lunedì al sabato dalle 6.55 alle 9)
- TGN quotidiano è la trasmissione dedicata all'informazione ligure. È condotto da Pietro Roth (ogni giorno).
- TGN Calcio, l'informazione sportiva quotidiana con ospiti e telefonate del pubblico alle 12.35 e 19.15 (edizione replicata alle 24)
- TGN Intervista, erano interviste a personaggi della cultura e dello spettacolo, curate da Paolo lingua
- GenovaX9, alla scoperta di uno dei nove municipi del capoluogo ligure.
- Container, approfondimento sullo shipping ligure e del porto di Genova. Conduce Simone Gallotti (sabato ore 20.00).
- Il derby del lunedì, il calcio con l'analisi delle partite del week end. Conduce Maurizio Michieli (lunedì ore 21.00).
- We are Genoa, trasmissione dedicata al mondo rossoblu. Conduce Pinuccio Brenzini (giovedì ore 21:00)
- Forever Samp, trasmissione dedicata al mondo blucerchiato. Conduce Maurizio Michieli (mercoledì ore 21:00)
- Anteprima Derby, l'attesa per le partite del week end. Conduce MariaGrazia Barile (venerdì ore 21)
- Stadio Goal, l'analisi in diretta delle partite delle squadre genovesi, con immagini in diretta del pre-partita. Conducono Maurizio Michieli o Giorgia Cenni (un'ora e trenta prima dell'inizio delle partite di Genoa e Sampdoria).
- Canta e Balla, era una trasmissione con video musicali e l'intrattenimento condotta da Franca Lai. andata in onda dal lunedì al venerdì ore 17.00-19.00 prima su Telenord e Balla Italia, poi sulla seconda rete Liguria tv.
- Serie B , trasmissione dedicata al mondo Serie B Conduce Gianpaolo Pastorino  (domeniche ore 18.05.).
- Zena Car & Restaurant, intrattenimento in onda da marzo 2017 fino ad agosto dello stesso anno. Trasmissione ideata e condotta da Nicolas Vigliotta che dopo diversi anni a Telegenova è passato tra le file di Telenord. La trasmissione si svolge per metà in auto dove due ospiti noti si sfidano con un quiz musicale,  e per metà al ristorante dove il perdente tra i due pagherà o cucinerà per tutti e tre.

Alcuni ospiti presenti nelle puntate:
Enrique Balbontin, Andrea Ceccon, Alessandro Bianchi, Fabrizio Casalino, Zibba, Vittorio De Scalzi, Francesco Baccini, Ex-Otago, Serena Garitta, Antonio Ornano, Enzo Paci ...
In onda sul canale Telenord 13 e 845 di Sky e 165 satellitare alle (Domenica ore 22:30).
Telenord trasmette anche le dirette del Consiglio Comunale di Genova, il martedì a partire dalle 14:30 con repliche alle 21.
Nell'arco della giornata sono previste anche fasce di televendite, prima più estese poi ridottesi nel 2012 e nuovamente notevolmente incrementate nel 2015. Inoltre la cantante genovese franca lai conduce anche "dove vai se non c'è lai", in cui girava tra i quartieri di Genova.

## Canali affiliati
Telenord è presente sul digitale terrestre in Liguria con i seguenti canali:
- Telenord (canale 13) palinsesto generalista
- SaluteSanità (canale 88), palinsesto dedicato a Salute e Sanità in Liguria
- ChefTV (canale 113), palinsesto dedicato a ristoranti e ricette di cucina
- TN Motori (canale 189), il cui vecchio nome dell'emittente era "Motorshop TV"
- Genova Meravigliosa (canale 216, ex LiguriaTg24),la cui programmazione è incentrata sulle bellezze della città

Una ristretta parte della programmazione (soprattutto quella sportiva) di Telenord era visibile sul digitale terrestre anche fuori Liguria grazie a 165 Italia,disponibile fino al 2019, il canale del gruppo dedicato principalmente a televendite dotatosi - grazie ad accordi con altre tv locali - di una copertura quasi nazionale.
Telenord è stato da sempre presente sul satellite (prima con Liguria TV, oggi con 165 Italia alle seguenti coordinate:canale Sky 845, e in FTA HOT BIRD 13° EST FREQUENZA :11.179 H 27500 SYMBOL RATE 3/4 FEC, oggi però il canale satellitare alterna la programmazione di Telenord con quella della tv piemontese Telecupole..